# Butternuss

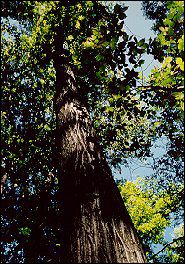
Stamm und Borke

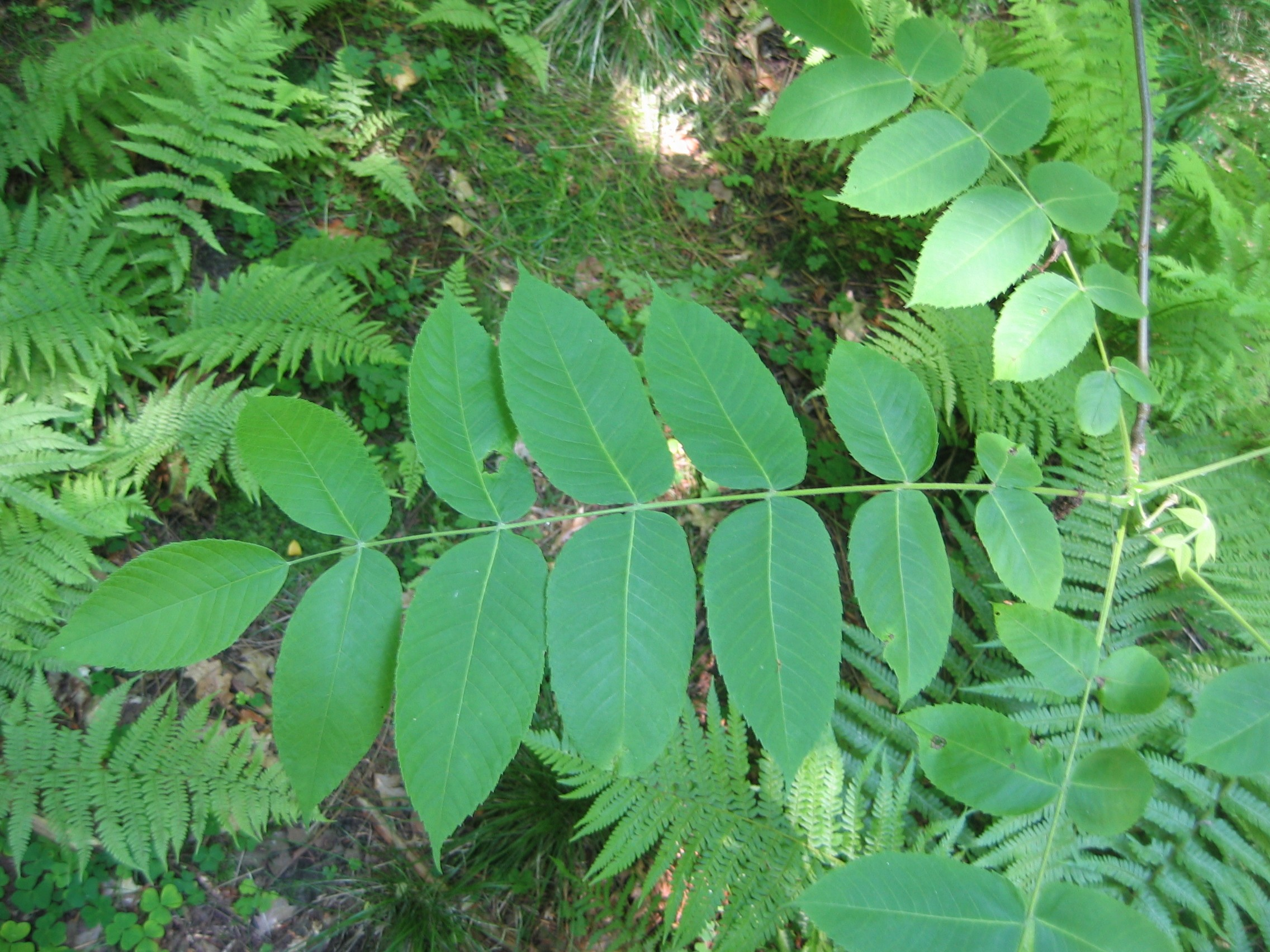
Unpaarig gefiedertes Laubblatt der Butternuss (Juglans cinerea)

Die Butternuss (Juglans cinerea), auch Graue Walnuss, Graunuss oder Weiße Walnuss genannt, ist eine Pflanzenart aus der Gattung der Walnüsse (Juglans) in der Familie der Walnussgewächse (Juglandaceae). Sie ist in Nordamerika heimisch und wird in manchen Gebieten als Ziergehölz verwendet.

## Beschreibung

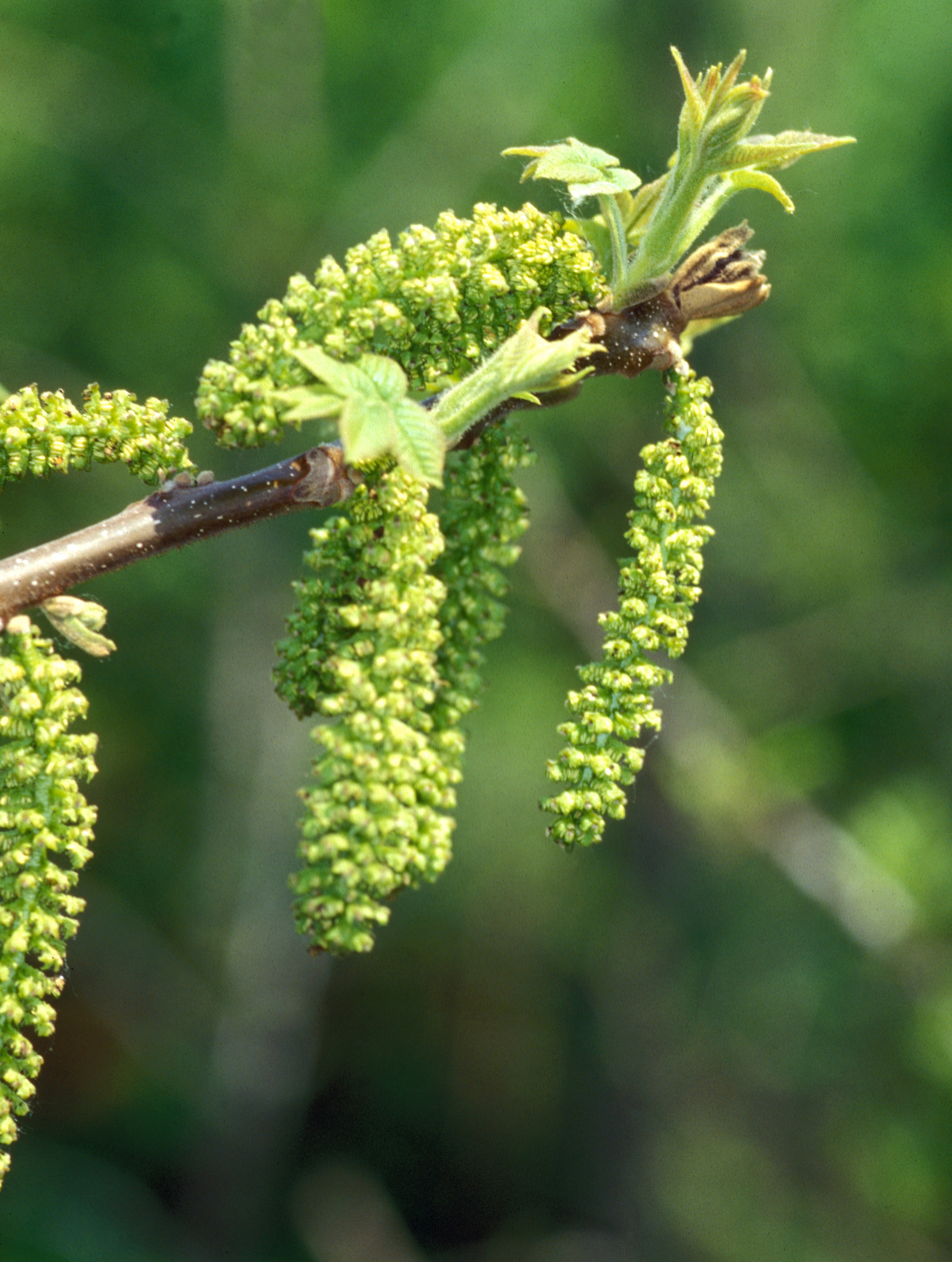
Hängende, männliche Blütenstände

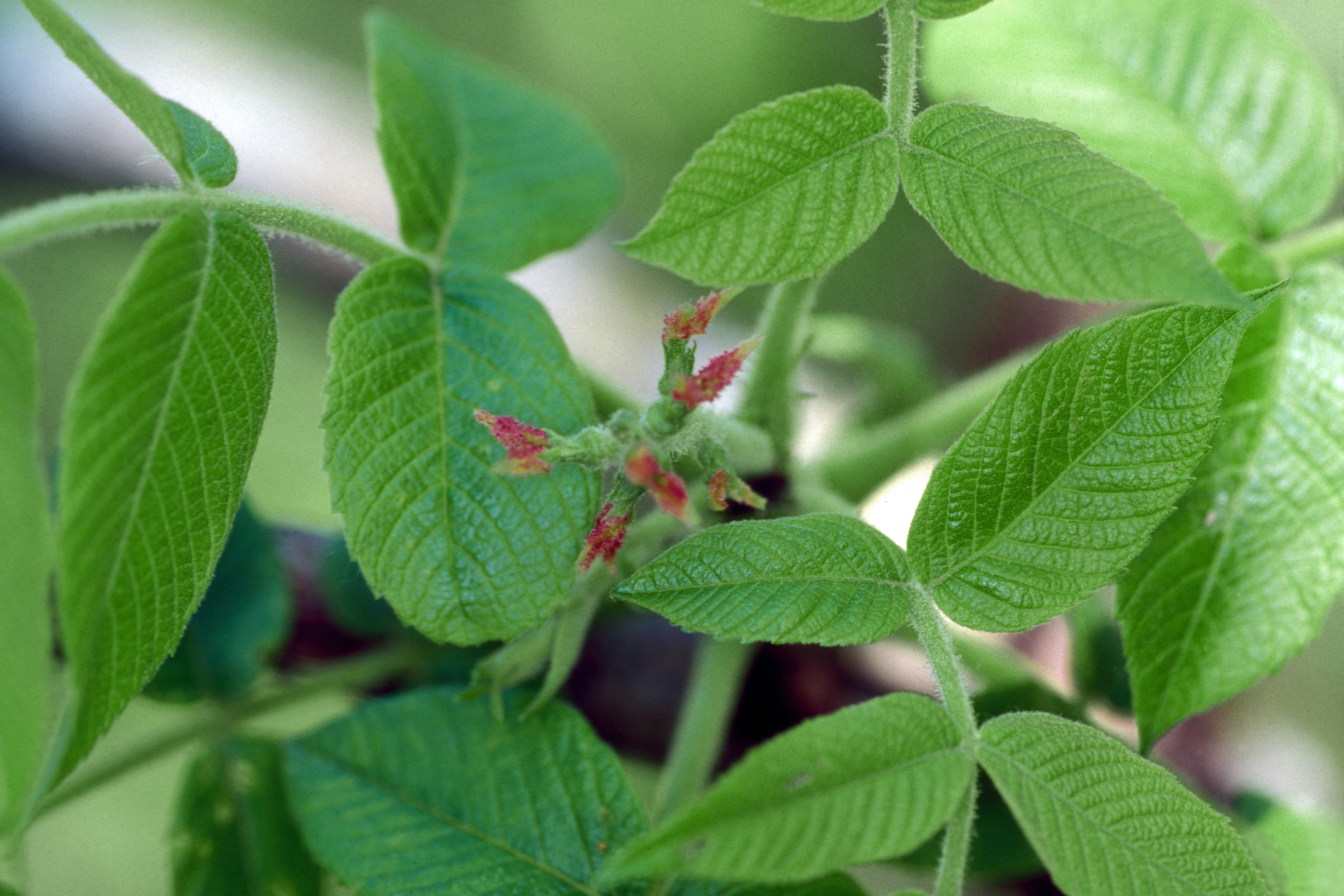
Junge Laubblätter und weibliche Blüten

### Erscheinungsbild, Borke und Blatt
Die Butternuss wächst als ein sommergrüner Baum, der Wuchshöhen von 12 bis über 20 Meter und Stammdurchmesser von 30 bis über 60 cm, selten bis über 120 Zentimeter erreicht. Die ausladende Krone ist unregelmäßig gerundet mit fast horizontal weit ausgebreiteten Ästen. Die Bäume wachsen schnell, werden aber selten älter als 75 Jahre. Die gröbere, furchige Borke ist asch- bis graubraun.
Die 3,5 bis 12 cm lang gestielten Laubblätter sind 30 bis 60 cm lang und unpaarig gefiedert, mit selten sieben, meist elf bis siebzehn Fiederblättchen. Die Blättchen sind eiförmig bis -lanzettlich mit unterschiedlich behaarten Ober- und Unterseiten. Sie sind meist 5 bis 11 (2,5 bis 17,5) cm lang und 1,5 bis 6,5 cm breit, nur das Endblättchen ist gestielt die anderen sind sitzend. Der Rand der Blättchen ist gesägt, die Spitze spitz bis zugespitzt. Junge Zweige und Blattstiele sind mit klebrigen Haaren besetzt.

### Blütenstand, Blüte und Frucht
Die Blütezeit reicht von April bis Mai. Die Butternuss ist einhäusig getrenntgeschlechtig (monözisch). Die männlichen Blüten stehen in walzlichen 6 bis 14 cm langen Kätzchen. Die männlichen Blüten enthalten sieben bis fünfzehn Staubblätter. Die Pollensäcke sind 0,8 bis 1,2 mm groß. Die weiblichen Blüten besitzen rote, federige Narben.
Ebenfalls klebrig und drüsig behaart sind ihre ellipsoiden, teils bespitzten Früchte, die etwa 4 bis 8 cm groß sind. Die grubig skulptierten und rippigen Nüsse sind 3 bis 6 cm lang und eiförmig. Sie enthalten einen schmalen, nach Walnuss schmeckenden und leicht öligen Kern. Die Kernschale ist sehr hart mit etwa acht unregelmäßigen Hauptfurchen.

### Chromosomenzahl
Die Chromosomenzahl beträgt 2n = 32.

## Verbreitung
Die Heimat der Butternuss liegt im östlichen Nordamerika; sie reicht in Nordsüdrichtung von Neubraunschweig in Kanada über die östlichen USA bis herunter nach Georgia.
In Mitteleuropa ist sie praktisch nur in Botanischen Gärten anzutreffen. Aufgrund ihrer Frosthärte, ihrer großen und wohlgeformten Blätter und ihrer schönen Herbstfärbung hat die Butternuss es allerdings zu einem sehr beliebten Park- und Gartenbaum in Estland gebracht, da es für den rein äußerlich ähnlichen Götterbaum selbst in den Städten zu kalt ist.

## Nutzung
Butternussholz besitzt einen hellen rotbraunen Kern. Es ist relativ weich und wenig widerstandsfähig. Man verwendet es gerne für Furniere, Einrichtungsgegenstände und Innenverkleidungen. Auch in der Kunsttischlerei ist das Holz geschätzt.
Die recht kleinen Nüsse werden in Kuchen und Keksen verbacken. Der Geschmack der Butternuss ist im Vergleich mit der echten Walnuss etwas süßer, allerdings nicht so süß wie der der noch kleineren texanischen Walnuss (Juglans microcarpa). Butternüsse lassen sich leichter knacken als texanische Walnüsse. Das essbare Kernfleisch lässt sich jedoch nicht leicht aus der Schale herauslösen. Die Nüsse reifen im September, also bereits verhältnismäßig früh. Wie bei allen Walnüssen sollte man niemals Nüsse direkt vom Baum pflücken, weil diese hohl sein werden. Will man die Nüsse lagern, muss man sie notgedrungen schälen und trocknen. Das Schälen der Butternuss ist fast ebenso mühsam, wie sie zu knacken und ihr Fleisch herauszupulen, denn ihre Hülle ist zäh, klebrig und in der rauen Nussoberfläche geradezu verwurzelt. Außerdem ist sie mit braunem Farbstoff getränkt, der von Kleidung und der menschlichen Haut schlecht entfernbar ist.
In Massachusetts bohrte man vor 120 Jahren die Stämme von Butternussbäumen an und verarbeitete den ausfließenden Saft zur Zuckergewinnung. Die Rinde wurde als abführendes Mittel benutzt. Im eigenen Garten sollte man aber lieber vorsichtig mit dem Anzapfen des Stammes oder dem Abschneiden von Zweigen sein, denn wie alle Walnüsse neigt auch die Butternuss zum Verbluten während des Frühjahrs; die beste Zeit, den Baum zu stutzen, ist Mitte August.
Ebenfalls wie alle Walnüsse produziert auch die Butternuss ein insbesondere für Apfelbäume schädliches Herbizid, und anders als bei anderen Walnussarten wachsen die Wurzeln der Butternuss auch in die Breite. Vorsicht ist also geboten, wenngleich der Boden unter Butternüssen mit Gras bewachsen ist, im Gegensatz zur Mandschurischen Walnuss (Juglans mandshurica), beispielsweise.
Ein Hindernis für die holzwirtschaftliche Nutzung ist, dass die Bäume keinen Schatten von oben ertragen. Wachsen sie in Konkurrenz, können sie um bis zu 10 Meter höher werden.
Die Verpflanzung von Butternuss-Bäumen ist schwierig, denn sie bilden rasch eine Pfahlwurzel aus, deren Verletzung sie nicht überleben.